# Präz
Präz (en romanche Prez) es una antigua comuna y localidad suiza del cantón de los Grisones, situada en el distrito de Hinterrhein, círculo de Thusis, actualmente parte de la comuna de Cazis. Limitaba al norte con la comuna de Rhäzüns, al este con Cazis, al sur con Tartar y Sarn, y al oeste con Safien y Versam.
Desde el 1 de enero de 2010 Präz pertenece junto con Cazis, Sarn, Tartar y Portein a la nueva comuna de Cazis.